# آناباپتیست
آنابابتیست‌ها یا بازتعمیدی‌ها (از لاتین نو: anabaptista، از یونانی: ἀναβαπτισμός) مسیحیانی هستند که نحله فکری آنان به اصلاحات مذهبی رادیکال اروپا در قرن شانزدهم بازمی‌گردد. اگر چه برخی بر این باور هستند که جنبش آنابابتیسم، شاخهٔ نورسته‌ای از پروتستانیسم است؛ اما برخی دیگر آن را یک جنبش متمایز می‌دانند. آمیش‌ها، هاترایت‌ها و منونایت‌ها، پی‌آیندهای مستقیم این جنبش به‌شمار می‌آیند.
بِرِثرِن (Brethren)، بِرادِرهوف (Bruderhof) و کلیسای رسالت مسیحی (Apostolic Christian Church)، فرقه‌های بعدی گروه بازتعمیدی‌ها هستند.
نام آناباپتیست، از کلمه یونانی anabaptista برگرفته شده و به معنی کسی است که دوباره تعمید می‌کند. این نام را دشمنان‌شان بر آنها نهادند؛ به نشانهٔ دوباره تعمید کردن این نوکیشان که پیشتر در کیش پیشین خود و در بدو تولدشان غسل تعمید شده بودند؛ چرا که برای درآمدن به کیش جدید آناباپتیسی، ضروری بود که فرد داوطلب، به زبان خود درآمدن به کیش جدید را اقرار کند و به این ترتیب، غسل تعمید اوان کودکی خود را کنار بگذارد.
پیروان اولیه این جنبش، نام «آناباپتیست» را نپذیرفتند، با این ادعا که غسل تعمید دوران کودکی آنها مطابق متن کتاب مقدس نبوده و در نتیجه نادرست و نامعتبر است، بنابراین غسل تعمیدشان در هنگامه پیوستن به آیین جدید، «بازتعمید» نبوده و در حقیقت اولین تعمید آنهاست.
در هنگامی که لوتر زنده بود؛ بعضی از پیروان مرام اصلاحی نظریهٔ آناباپتیسم را پدیدآوردند و مدتی نیز بر شهر مونستر (munsser) تسلط یافتند. آناباپتیست‌ها هر گونه قانونی جز قانون خدا را مردود می‌دانستند؛ زیرا اعتقاد داشتند روح القدس اشخاص نیک را در هر لحظه هدایت می‌کند، و روح القدس را نمی‌توان اسیر قوانین و مقررات ساخت و به همین جهت، پس از یک مقاومت قهرمانانه، منقرض گشتند. اما نظریاتشان، به اشکال ملایم تر، در هلند و انگلستان و آمریکا اشاعه یافت و از لحاظ تاریخی می‌توان آن‌ها را ریشهُ فرقهُ کویکرها دانست. در قرن نوزدهم شکل ترسناک تری از آشوبگرایی (آنارشیسم) پدید آمد که دیگر با دین هم ارتباطی نداشت. این مرام در روسیه و اسپانیا و تا حد کمتری در ایتالیا، پیروزی فراوان به دست آورد.